# テルアビブ飛行隊 (イスラエル空軍)
イスラエル空軍 テルアビブ飛行隊（Tel Aviv Squadron） は、イスラエル空軍創設以前に、ハガナーの航空部隊"Sherut Avir"に最初に編成された飛行隊である。
別名としてパンサー・スコードロン（The Panther Squadron）/ 第1飛行隊 （1 Squadron）としても知られる。

## 歴史
テルアビブ飛行隊はイスラエル建国より約半年前の1947年12月27日に、当時のパレスチナ地域のユダヤ人の武装組織であったハガナーの航空部隊"Sherut Avir"の飛行隊として誕生した。つまりこの時点でユダヤ人の航空部隊としてはテルアビブ飛行隊のみが存在したわけで、運用する航空機もそれまでユダヤ人勢力が集めて使用していたRWD-13やドラゴンラピード、オースターといった多様な機種を全てそのまま引き継いでいたが、リッダ飛行場で故障していた1機のRWD-15だけは放棄された。
テルアビブ飛行隊はテルアビブ近郊のスデ・ドブ基地を拠点に連絡・輸送・攻撃・護衛・飛行訓練など様々な任務を行うこととなった。テルアビブ飛行隊は唯一の飛行隊であったため担当区域はイスラエル周辺の全範囲に及んでいた。Sherut Avirの保有航空機が増え、1948年3月に2番目の飛行隊として南部方面を担当するネゲヴ飛行隊が編成され、続く4月に北部方面を担当するガリラヤ飛行隊が編成されると、テルアビブ飛行隊の担当区域はイスラエル中部となった。また同じ頃に、スデ・ドブ基地を拠点に写真偵察を行う小規模な飛行隊として第4飛行隊が編成されたが、1～2ヶ月程度で活動を縮小しており、人員や機材はテルアビブ飛行隊に吸収されたと見られる。
また、スデ・ドブ基地は1948年5月の独立時までイギリス空軍の管轄下にあったため、それまでイギリス政府により違法とされていた銃器や爆弾の輸送や密輸入はイギリス軍の監視をかいくぐって行われていた。
イスラエル独立宣言後、Sherut Avirは正式にイスラエル空軍 (Heyl Ha'Avir) となり、1948年6月にはテルアビブ飛行隊は"第1飛行隊"（1 Squadron）と改称された。同時にネゲヴ飛行隊は"第2飛行隊"、ガリラヤ飛行隊は"第3飛行隊"と改称されている。
テルアビブ飛行隊はピーク時には21機～22機程度の航空機を運用していた。1949年5月になると、テルアビブ飛行隊/第1飛行隊はネゲヴ飛行隊/第2飛行隊、ガリラヤ飛行隊/第3飛行隊と統合され第100飛行隊に再編された。第100飛行隊はその後もイスラエル空軍の軽輸送・連絡などを担当する飛行隊として、現在にいたるまでスデ・ドブ空港を拠点に活動を継続している。